# 1HC102

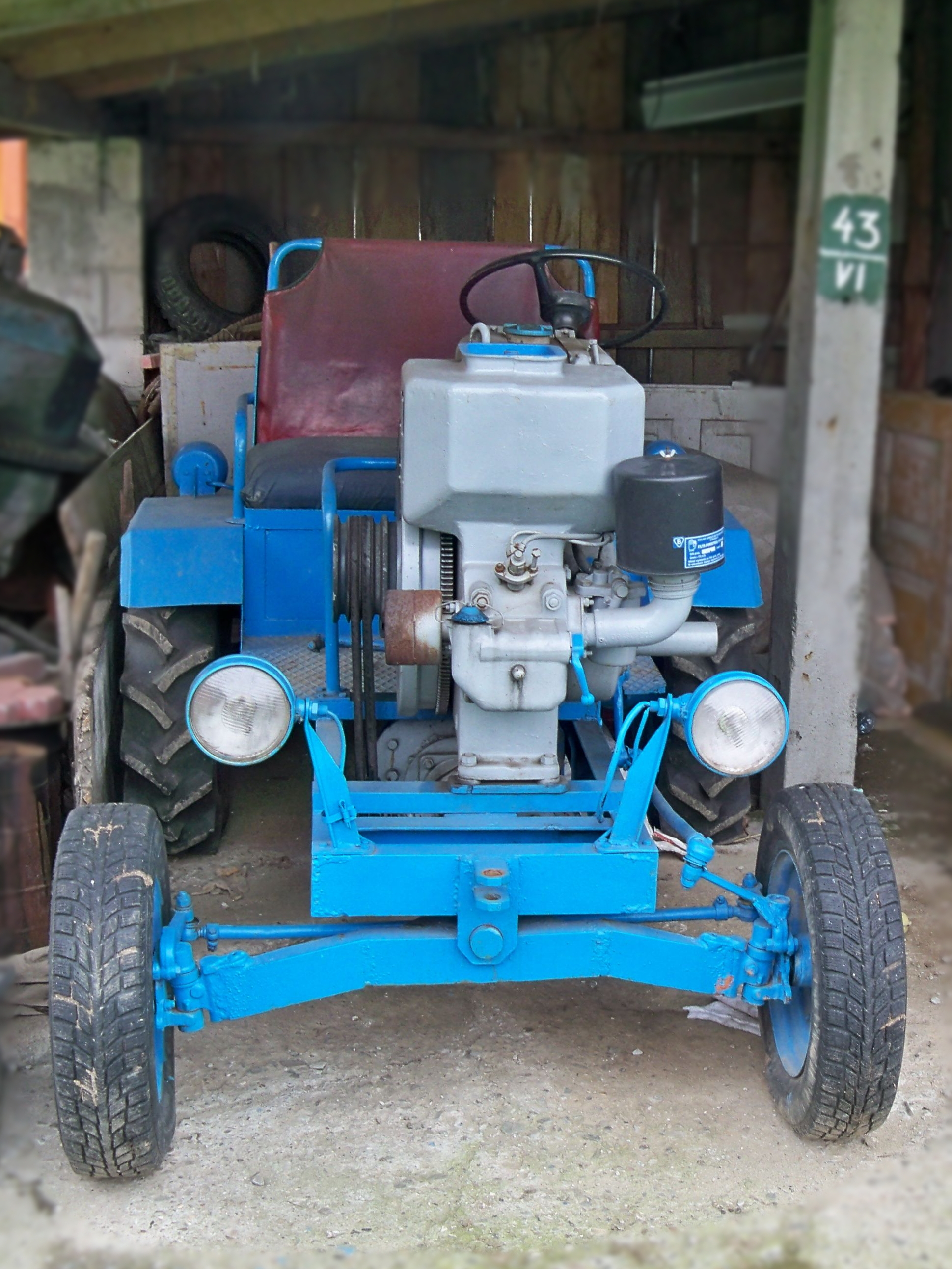
Traktor "SAM" z wykorzystanym silnikiem 1HC102/R1

1HC102 (znany również jako S15) – polski silnik czterosuwowy o mocy 15 KM, opracowany przez Wytwórnię Silników Wysokoprężnych w Andrychowie na podstawie doświadczeń z produkcji i eksploatacji silników S320 i S321 o podobnej konstrukcji i charakterystyce.
Stosowany był głównie jako silnik napędowy różnych maszyn rolniczych (młocarni, młynów,  pras). Obecnie silniki tej konstrukcji można jeszcze spotkać jako źródło napędu rozsypywacza w pługo-piaskarkach.

## Dane techniczne
- rodzaj zapłonu: samoczynny (wtrysk bezpośredni)
- rodzaj paliwa: olej napędowy
- maksymalna moc: 11 kW przy 2200 obr./min
- maksymalny moment obrotowy: 55 Nm przy 1500 obr./min
- jednostkowe zużycie paliwa przy mocy znamionowej: 258 g/kWh
- liczba cylindrów: 1
- układ cylindra: poziomy
- średnica cylindra: 102 mm
- skok tłoka: 120 mm
- pojemność skokowa: 980 cm³
- stopień sprężania: 17
- rodzaj rozrządu: górnozaworowy
- rozruch: ręczny lub elektryczny (wariant 1HC102/R1)
- kierunek obrotu wału korbowego: prawy (patrząc od strony koła zamachowego)

### Układ zasilania paliwem
- rodzaj paliwa: olej napędowy o maksymalnie 1% zawartości siarki
- pompa paliwa: sekcyjna
- wtryskiwacz: czopikowy, typ: WJ1S50.8
- kąt wyprzedzenia wtrysku 
  - dla przedziału 1200-1800 obr./min: 30° przed GMP
  - dla przedziału 1200-2200 obr./min: 33° przed GMP
- ciśnienie wtrysku: 13,24-14,22 MPa
- filtr paliwa: papierowy, typ: WP111X

### Smarowanie
- rodzaj smarowania: rozbryzgowe i obiegowe pod ciśnieniem
- ilość oleju w silniku: 4-6 l
- rodzaj oleju: mineralny, CB SAE-30 (okres letni) lub CB SAE-20W (okres zimowy)
- zużycie oleju: 4,1 g/kWh
- pompa oleju: zębata
- ciśnienie oleju
  - minimalne, przy prędkości 800 obr./min: 150 kPa
  - w zakresie 1200-1800 obr./min: 200-340 kPa

### Chłodzenie
- rodzaj chłodzenia: wodne, przez odparowanie
- pojemność zbiornika chłodzącego: 24 l
- zalecana temperatura robocza: 80-95 °C

### Osprzęt elektryczny
Silniki były również produkowane w wersji z instalacją elektryczną 12V - nosiły wtedy oznaczenie 1HC102/R1. Silnik taki wyposażony był w osprzęt, w skład którego wchodziły:
- rozrusznik o mocy 1,32 kW (model R5K, lewoobrotowy)
- prądnica o mocy 120 W
- akumulator 12 V, 120 Ah
- tablica elektryczna (regulator napięcia, amperomierz, skrzynka bezpieczników itp.)

### Inne
- filtr powietrza: suchy (typ wkładu: WA20-151, AR253) lub mokry olejowy
- masa suchego silnika: 230 kg lub 260 kg (wariant 1HC102/R1)